# السوريون في فنلندا
السوريون في فنلندا هم مهاجرون من سوريا يقيمون في فنلندا. هم ثاني أكبر جالية عربية في فنلندا بعد العراقيين.

## الهجرة
وصل جميع السوريين في فنلندا تقريبًا كلاجئين. كان السوريون إحدى مجموعات اللاجئين الأصغر في فنلندا على الرغم من الحرب الأهلية السورية, إلا أنهم أصبحوا أكبر مجموعة في عام 2017.
تشمل المدن التي بها عدد كبير من السكان السوريين هلسنكي وإسبو وفانتا ولاهتي.

## المنظمات
المنظمة السورية الأكثر نشاطًا في فنلندا هي Suomi-Syyria Ystävyysseura.